# Олентинские писаницы
Олентинские писаницы (каз. Өлеңті жазбалары) — наскальные изображения энеолита, бронзы и раннего железного века, расположенные в 5 км к юго-западу от села Тай Павлодарской области на склоне правого крутого берега реки Оленты (Оленти). Входят в список памятников истории и культуры местного значения Павлодарской области.

## Изучение
Петроглифы были обнаружены в 1972 году геологом О. Молем. Неоднократно обследовались в 1988—2007 годах экспедициями Павлодарского областного историко-краеведческого музея и разведгруппами ПАЭ (В. К. Мерц), в 2005 году — отрядом группы по изучению памятников раннего железного века и древнего искусства Института археологии имени А. Х. Маргулана (руководитель З. С. Самашев), в 2008 году — ПАЭ (В. К. Мерц).

## Описание
На семнадцати крупных блоках песчаника выявлено более пятидесяти изображений животных — быков, оленей, кошачьих хищников, а также антропоморфных изображений, сцен охоты, эротических и культовых действий. Поверхность некоторых плоскостей была специально прошлифована поверх изображений, что, возможно, было связано с особыми действиями ритуального характера. Особо выделяется панно с изображением человека с жезлом в поднятой правой руке, левой рукой он указывает на оленя с большими рогами. Все рисунки выполнены техникой прочерчивания рельефных линий глубиной до 0,5-0,7 см. Некоторые сюжетные композиции, состоящие из нескольких взаимосвязанных фигур, наносились на предварительно выровненные поверхности камней.
Подавляющая часть сюжетов петроглифов Оленты связана с культом плодородия, представленным несколькими сценами эротического характера. Часть рисунков, видимо, отражает особенности представлений солярно-культурного характера — это многочисленные лунки и «гантелеобразные» символы. Редки охотничье-промысловые и батальные сюжеты. Особенностью является расположение сюжетных линий не по линейному образцу (слева направо или наоборот), а по круговому или вертикальному принципу.